# Angelo Gremo
Angelo Gremo (Turín, 3 de diciembre de 1887 - Turín, 4 de septiembre de 1940) fue un ciclista italiano que fue profesional entre 1911 y 1927.
Durante su carrera consiguió 21 victorias, entre ellas la Milà-Sanremo de 1919 y dos etapas del Giro de Italia. En esta última prueba consiguió destacadas clasificaciones acabando 6 veces entre los 10 primeros de la clasificación final.

## Palmarés
- 1911
  - 1.º en la Copa Vale di Taro
  - Vencedor de una etapa al Giro de la Campania
- 1912
  - 1.º en el Gran Premio de Turín (CRE)
- 1913
  - 1.º en el Giro della Romagna
  - 1.º en la Milán-Piavo dei Govi
- 1914
  - Vencedor de una etapa al Giro de Italia
- 1917
  - 1.º en la Milán-La Spezia
  - 1.º en el Giro dell'Emilia
- 1919
  - 1.º en la Milán-San Remo
  - 1.º en el Giro de la Provincia de Milán, con Costante Girardengo
- 1920
  - Vencedor de una etapa al Giro de Italia
- 1921
  - 1.º en el Giro de la Provincia de Milán y vencedor de una etapa, con Gaetano Belloni
  - 1.º en el Giro de Campania
- 1922
  - 1.º en el Giro del Piamonte
  - 1.º en el Giro de Sannio y Irpinio y vencedor de 2 etapas
  - 1.º en el Giro del Etna
  - 1.º en el Gran Premio Roccapiemonte
- 1925
  - 1.º en el Giro de la Romagna

### Resultados al Giro de Italia
- 1912. 2.º de la clasificación general
- 1914. Abandona. Vencedor de una etapa
- 1919. 6.º de la clasificación general
- 1920. 2.º de la clasificación general. Vencedor de una etapa
- 1921. 5.º de la clasificación general
- 1923. 10.º de la clasificación general
- 1926. 8.º de la clasificación general

### Resultados al Tour de Francia
- 1913. Abandona (3.ª etapa)
- 1914. Abandona (4.ª etapa)
- 1920. Abandona (1.ª etapa)
- 1922. Abandona (2.ª etapa)
- 1925. 26.º de la clasificación general